# Моттола, Грег
Грегори Джей «Грег» Моттола (англ. Gregory J. «Greg» Mottola, род. 11 июля 1964) — американский кинорежиссёр и сценарист.

## Биография и карьера
Грег Моттола вырос в Дикс-Хилс (Нью-Йорк, США) в католической семье ирландо-итальянского происхождения. Получил степень в искусстве в Университете Карнеги — Меллона и степень в кино в Колумбийском университете.
В 1996 году написал сценарий и снял независимый фильм «Дневные путешественники». После перешёл к съёмкам для телевидения, срежиссировав несколько эпизодов сериалов «Undeclared» и «Arrested Development». Затем снова вернулся к полнометражному кино и снял «SuperПерцы» в 2007 году и «Парк культуры и отдыха» в 2009 году.

## Личная жизнь
Моттола женат на Саре Эллентач. У них есть сын Макс.

## Фильмография
- 1996 — Дневные путешественники[англ.] (англ. The Daytrippers)
- 2007 — SuperПерцы (англ. Superbad)
- 2009 — Парк культуры и отдыха (англ. Adventureland)
- 2011 — Пол: Секретный материальчик (англ. Paul)
- 2013 — Завершить историю (англ. Clear History)
- 2016 — Шпионы по соседству (англ. Keeping Up with the Joneses)